# Luis Cubilla

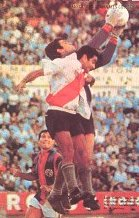
Cubilla sous les couleurs de River Plate.

Luis Alberto Cubilla Almeida, né le 28 mars 1940 à Paysandú (Uruguay) et mort le 3 mars 2013  à Asuncion (Paraguay), est un footballeur uruguayen devenu par la suite entraîneur.

## Carrière de joueur
- Penarol Montevideo : 1957-1962
- FC Barcelone : 1962-1964
- River Plate : 1964-1968
- Nacional Montevideo : 1968-jan. 1975
- Santiago Morning : 1975
- Defensor SC : 1976

## Palmarès joueur
- 3 Copa Libertadores
- 2 Coupe intercontinentale
- 10 Championnat d'Uruguay
- 1 Coupe d'Espagne (1963)

## Carrière d'entraîneur
En tant qu'entraîneur, Cubilla a connu le succès avec l'Olimpia Asunción, au Paraguay. En effet, il a remporté 8 titres internationaux et de multiples couronnes nationales avec ce club.
- Olimpia Asuncion : jan. 1978-1980
- Newell's Old Boys : 1980-jan. 1981
- Penarol Montevideo : 1981
- Olimpia Asuncion : 1982
- Atlético Nacional : 1983
- River Plate : 1984
- Olimpia Asuncion : jan. 1988-jan. 1991
- Uruguay : jan. 1991-août 1993
- Racing Club de Avellaneda : jan. 1994-jan. 1995 (président)
- Olimpia Asuncion : jan. 1995-jan. 2003
- CD Centauros Villavicencio
- Club Atlético Talleres
- CSD Comunicaciones : 2005
- Barcelona SC : 2007
- Institución Deportiva Colegio Nacional de Iquitos : avr. 2009-mai 2009
- Olimpia Asuncion : 2010-déc. 2010
- Tacuary FC : avr. 2012-mars 2013

## Palmarès d'entraîneur
- Coupe intercontinentale 1979
- Copa Libertadores 1979
- 8 Championnat du Paraguay
- Championnat d'Uruguay 1981